# Gliese 49
Gliese 49 (GJ 49 / HIP 4872) es una estrella en la constelación de Casiopea.
Visualmente se localiza 106 minutos de arco al norte de la brillante γ Cassiopeiae.
De magnitud aparente +9,56, no es observable a simple vista.
Está situada, de acuerdo a la reducción de los datos de paralaje de Hipparcos (100,40 ± 1,52 milisegundos de arco), a 32,5 años luz del sistema solar.
Gliese 49 es una enana roja de tipo espectral M1.5V.
Mucho más tenue que el Sol, tiene una luminosidad bolométrica —que incluye la luz infrarroja emitida— equivalente al 5,0 % de la luminosidad solar; es, sin embargo, mucho más luminosa que otras enanas rojas más próximas como Próxima Centauri o Wolf 359.
Tiene una temperatura efectiva de 3454 ± 50 K.
Su masa equivale al 57% de la masa solar y tiene un radio igual a 2/3 partes del radio solar.
Gira sobre sí misma con una velocidad de rotación proyectada de 2,5 km/s, lo que conlleva que su período de rotación no supera los 13,4 días.
Presenta un contenido metálico parecido al del Sol, siendo su índice de metalicidad [M/H] = +0,03.
Si bien no se conoce su edad con exactitud, ésta es inferior a 250 millones de años.
Gliese 49 comparte movimiento propio con la enana roja fulgurante V388 Cassiopeiae.
La separación visual entre ambas es de 295 segundos de arco, lo que implica que la distancia real entre ellas es de más de 2900 UA.
Ambas estrellas están relacionadas con la corriente de estrellas de las Híades.
La corta edad y los niveles de actividad cromosférica son consistentes con el hecho de que este sistema se halle en el núcleo joven del flujo de las Híades.